# Pedro Bernardo
Pedro Bernardo – gmina w Hiszpanii, w prowincji Ávila, w Kastylii i León, o powierzchni 69,01 km². W 2011 roku gmina liczyła 968 mieszkańców.